# Albín Brunovský
Albín Brunovský (n. 25 decembrie 1935, Zohor, Districtul Malacky, Slovacia – d. 20 ianuarie 1997, Bratislava, Slovacia) a fost un pictor, artist, designer grafic, litograf, ilustrator și pedagog slovac, considerat unul dintre cei mai mari pictori slovaci ai secolului al XX-lea.

## Biografie
Albín Brunovský  s-a născut în Zohor, Cehoslovacia de Crăciun, 25 decembrie 1935. Brunovský și-a început devreme cariera în artă lucrând la design scenic și postere. A studiat la Academia de Arte Frumoase din Bratislava cu Prof. Vincent Hložník din 1955 până în 1961. Școala lui Hložník era bine-cunoscută pentru pregătirea artistică și tehnică în artele grafice la nivel înalt și pentru perspectiva umanistă. Pentru fondator, dar și pentru mulți dintre studenții lui, marele ciclu grafic al lui Goya „Ororile războiului” a servit drept model. Brunovský a predat la Academie din 1966 până în 1990. Lucrările lui au înfățișat adesea mișcarea modernistă.  Brunovský a fost de asemenea cel care a proiectat ultima serie de bancnote cehoslovace. Ilustrațiile lui au fost în principal pentru cărți de copii.
De-a-lungul carierei sale, Brunovský a experimentat tehnici grafice variate și a fost foarte influențat de poezie și literatură. Încă din școală el folosea tehnici precum xilogravura și linogravura. Gravura era o metodă caracteristică artei grafice a lui Brunovský din mijlocul anilor 1960. A fost, de asemenea, și pictor. Multe dintre ilustrațiile sale erau făcute cu acuarele și, la un moment dat, a început sa picteze lucrări majore. 
Pe măsură ce priceperea lui a evoluat, i s-a schimbat și viziunea artistică. Când era tânăr, Brunovský manifesta tendințe suprarealiste, definite ca o tendință spre individualism și absurditate și jocul necontrolat al subconștientului. Mai târziu, lucrările sale au devenit mai evaluative și critice despre om în relație cu el însuși și cu societatea.